# Christian Nicolaus Roller
Christian Nicolaus Roller, auch Christian Nikolaus Roller (* 13. Februar 1745 in Hanau; † 29. September 1818 in Bremen) war ein Professor am Gymnasium Illustre in Bremen und Autor einer Geschichte Bremens.
Der Sohn eines Rektors in Hanau studierte an den reformierten Hochschulen in Harderwijk und Groningen. Von 1770 bis 1775 amtierte er als Prediger in Arolsen. 1775 kam er nach Bremen, um seinem Vater Johann Nicolaus Roller, dem Professor der Philologie und Beredsamkeit am Gymnasium Illustre, zu assistieren. 1777 folgte er seinem emeritierten Vater als Professor für Philosophie und Beredsamkeit an der genannten Akademie.
Für die Geschichte Bremens ist Roller von Bedeutung für seine hochdeutsche Übersetzung der bremischen Statuten, der Kundigen Rolle, und als Herausgeber historischer Chroniken und Nachrichten.

## Werke
- Grundgesetze der Kayserlichen und Reichsfreyen Stadt Bremen, enthaltend die Tafel und die neuesten Statuten, die Neue Eintracht, die Kündige Rolle und verschiedene Eidesformeln. Aus der niedersächsischen Urschrift übersetzt, mit einem historischen Vorbericht und einem vollständigen Sachregister versehen, Bremen 1798.
- Versuch einer Geschichte der Kayserlichen und Reichsfreyen Stadt Bremen. Aus ächten Quellen geschöpft und mit einem alphabetischen Personen- und Sachregister versehen. 4 Bände, Bremen 1799–1804.